# وحش يوكا فلاتس
وحش يوكا فلاتس هو فيلم رعب درجة ثانية أصدر عام 1961. وهو من بطولة المصارع السويدي السابق تور جونسون وكتبه وأخرجه كولمان فرانسيس. اعتبره بعض النقاد كأحد أسوأ أفلام الرعب والخيال العلمي على الإطلاق، وأحد أسوأ الأفلام على الإطلاق، حتى بعضهم رأى بأنه أسوأ من فيلم إد وود الشهير الخطة 9 من الفضاء الخارجي. تحكي قصة الفيلم عن عالم سوفيتي فار يتحول إلى وحش بفعل الإشعاعات النووية. الحوارات في الفيلم قليلة ويقوم المخرج كولمان فرانسيس بدور الراوي.

## القصة
في مشهد قبل شارة البداية، تظهر امرأة مجهولة (لانيل كادو) وقد خنقها رجل غير معروف بعد أن أنهت حمامها. بعد البداية، يظهر جوزف جافورسكي (تور جونسون)، وهو عالم سوفيتي معروف، ويصل إلى يوكا فلاتس في الولايات المتحدة بعد هروبه. يحمل جافورسكي حقيبة بها أسرار عسكرية مختلفة؛ يلمح راوي الفيلم إلى أن بها معلومات حول وصول الروس إلى القمر.
عندما نزل جافورسكي من طائرته، وتعرض هو والعملاء الأمريكيون للهجوم من قبل عميلين من الكي جي بي (أنتوني كاردوزا وجون موريسون). بقي الأمريكان لصد العملاء الروس، وهرب جافورسكي إلى الصحراء ومشى مسافة طويلة وأزال معظم ثيابه. تاه جافورسكي في موقع اختبارات نووية، وحوّله الإشعاع إلى وحش. قام جافورسكي بقتل زوجين في سيارتهما في مكان قريب من الطريق، فقام بمطاردته شرطيان يدعيان جيم أرتشر (بينغ ستافورد) وجو دوبسن (لاري أتن).
في هذه الأثناء، تمر عائلة على نفس الطريق، وتتوقف في محطة وقود. يضيع الولدان (رونالد وألن فرانسيس) في الصحراء حيث يصادفان جافورسكي ويهربان منه. يبحث الوالد (دوغلاس ميلور) عنهما، لكن الشرطيان يظنان أنه القاتل، حيث كانا يبحثان عنه من طائرة صغيرة. يفتح الضابط النار من بندقية على الرجل البريء، والذي استطاع الهرب.
في النهاية يعود الولدان إلى أهلهما ويعثر الشرطيان على جافورسكي ويرديانه قتيلا. ثم يظهر أرنب بري ويجلس بجانب جثة جافورسكي الهامدة.